# Кирнијак из Анконе
Кирнијак из Анконе (31. јул 1391—1453/55), био је ренесансни хуманиста и колекционар антиквитета са простора данашње Италије. Често га називају оцем археологије:
« Кирнијак из Анкона је био најплоднији сакуплач грчких и римских антиквитета, посебно натписа, у петнаестом веку, и генерална тачност његових записа му даје право да се назива оснивачем модерне класичне археологије».
За разлику од многих библиотекарских колекционара, Кирнијак је у почетку путовао због послова његове породице, затим да задовољи своју радозналост. Путовао је широм источног Медитерана, пажљиво бележићи своја археолошка открића у својој књизи, Историја, коју је на крају објавио у шест томова. Он је путовао по јужној Италији, Далмацији [Note 2]  Епиру, Египту, Хиосу, Родосу и Бејруту, Анадолији и Цариграду. Током путовања је написао детаљне описе споменика и остатака древних, а такође их је и илустровао. Био је запослен од стране Турака током опсаде Цариграда 1422. Његова детаљна запажања, нарочито она у земљама Отоманског царства, га чине једним од оснивача модерне археологије. Његова тачност и педантност је похвалио и Гиовани Батиста де Роси.
Током година проведених у Риму, током студија латинског језика, је насликао бројне цртеже споменика у Риму. У Цариграду је студирао грчки. Био је у Сијени на двору Жигмунда, а када Жигмунд дошао у Рим на своје крунисање као цара, Цириацо је био његов водич. Две године касније, 1435. године, Цириацо се вратио истраживањима у Грчкој и Египту.
Он је вероватно био први путник који је препознао значај рушевина Еретриа. Дана 5. априла 1436. године, он је описао и скицирао план древних зидина, укључујући и положај позоришта, утврђења Акропоља и помиње постојање натписа. Он је прикупио велику количину натписа, рукописа и других антиквитета. Кроз цртеже које је направио, постојање Јустинијановог стуба нам је забележено, пре него што је демонтиран од стране Османлија. Вратио се 1426. после посете Родосу, Бејруту, Дамаску, Кипру, Милету, Солуну, и другим местима.
Подстакнут јаком радозналошћу, он је купио велики број докумената који је користио да напише шест томова Commentarii ("коментари"). Али низ  његових рукописа о Анкони је уништена током пожара архива у Пезару 1532.
Преселио се у Кремону, где је мирно живео до своје смрти. Дуго након његове смрти, неки преживели текстови су штампани су: Epigrammata reperta per Illyricum a Kyriaco Anconitano (Рим, 1664. године) и Itinerarium (Фиренца, 1742. године).

## Студије
- Michail Chatzidakis, "Antike Prägung. Ciriaco d'Ancona und die kulturelle Verortung Griechenlands," in Fremde in der Stadt. Ordnungen, Repräsentationen und soziale Praktiken (13—15. Jahrhundert). Hrsg. von Peter Bell, Dirk Suckow und Gerhard Wolf. Frankfurt am Main u.a., Peter Lang, 2010 (Inklusion/Exklusion, Studien zu Fremdheit und Armut von der Antike bis zur Gegenwart, 16),